# Strobilomyces foveatus
Strobilomyces foveatus (лат.) — шишкогриб семейства болетовых. Описан в 1972 году из коллекции, собранной в 1959 году в Сараваке (Малайзия). Позже был также обнаружен в Австралии. Плодовое тело гриба характеризуется небольшими коническими чешуйками от тёмно-коричневого до чёрного цвета.

## Описание
Шляпка гриба выпуклой формы, размером 7–10 см. Поверхность шляпки покрыта тёмно-коричневыми или чёрными вертикальными чешуйками 1,5–3×1,5–3 мм. Ножка — до 12 см длины и до 1,2 см толщины у вершины и до 1,5 см у основания. Вершина ножки — сетчатая. Гименофор — трубчатый, у молодых грибов грязно-белый, позже — серый с коричнево-чёрным оттенком, размер пор — 0,5–1,0 мм, глубина трубочек — до 1,2 см. Мякоть плотная, на срезе белая, но на воздухе становится коричнево-чёрной.
Споры 8–10×6,3–8,3 мкм с тонкими коническими шипиками 0,5 мкм.

## Распространение

Штат Саравак на карте Малайзии.

Впервые описанный S. foveatus был найден в лесу на гумусе в Национальном парке Бако (Саравак, Малайзия). Кроме этого, гриб был найден на юге Квинсленда в Австралии. Хотя по этому виду нет данных, но предполагается, что все виды шишкогрибов (Strobilomyces) являются микоризными.

## Сходные виды
Э. Корнер предположил, что S. foveatus идентичен с африканским видом Strobilomyces echinatus, который характеризуется спорами 9,5–13×6,3–8,3 мкм.